# Rat svjetova (radio)
Rat svjetova (The War of the Worlds) bila je epizoda radijske serije The Mercury Theatre on the Air, specijal za Noć vještica, režirao ju je i izveo Orson Welles kao adaptaciju istoimena romana H. G. Wellsa iz 1898. godine. Emitirana je uživo 30. listopada 1938. godine u 20 sati po lokalnom vremenu putem CBS Radio Networka.
Epizoda je postala poznata po tome što je izazvala paniku uvjeravajući neke slušatelje da se dosita odvija invazija Marsovaca iako su razmjeri panike sporni s obzirom na to da je program imao relativno malo slušatelja.

## Radnja
Radio adaptaciju romana napravio je Howard Koch mijenjajući vrijeme radnje iz 19. stoljeća u Engleskoj u 20. stoljeće u Sjedinjenim Američkim Državama pri čemu je prvo slijetanje marsovskog broda promijenjeno na ruralno mjesto Grovers Mill, neinkorporirano selo u West Windsoru u New Jerseyju.
Epizoda započinje uvodnim monologom koji se usko temelji na početku originalnog romana. Nakon toga program prelazi na format tipičnoga radijskoga večernjega programa koji se povremeno prekida vijestima. Prve vijesti prekidaju program glazbe uživo i prilično su mirna izvješća o neobičnim eksplozijama na Marsu praćena navodno nevezanim izvješćem o nepoznatom objektu koji pada na farmu u Grovers Millu u New Jerseyju.
Kriza dramatično eskalira kada dopisnik izravno iz Grovers Milla opisuje stvorenja koja izlaze iz očigledno izvanzemaljskog broda. Kada lokalni dužnosnici priđu Marsovcima mašući zastavom primirja, čudovišta odgovaraju uništavajući njih i druge u blizini toplinskim zračenjem što izvjestitelj na licu mjesta opisuje u panici dok se prijenos naglo prekida. Slijedi brza serija vijesti koje opisuju početak razorne invazije Marsovaca i uzaludne napore vojske da je zaustavi. Prvi dio epizode kulminira izvješćem uživo s krova u Manhattanu gdje dopisnik opisuje građane koji bježe u panici od divovskih ratnih strojeva Marsovaca koji puštaju oblak otrovnog dima dok kašlje, a potom umukne. Tek tada program pravi prvu stanku, otprilike trideset minuta nakon Wellesova uvoda.
Drugi dio emisije prelazi na konvencionalni format radijske drame koja prati preživjeloga (kojeg tumači Welles) koji se suočava s posljedicama invazije i trajnom marsovačkom okupacijom Zemlje. Završni segment traje otprilike šesnaest minuta i, poput originalnoga romana, završava otkrićem da su Marsovce porazili mikrobi, a ne ljudi.
Emitiranje završava kratkim obavijestima Wellesa izvan lika u kojima uspoređuje emisiju s odijevanjem u plahtu, skakanjem iz grma i izvikivanjem 'bu!'[nedostaje izvor]

## Produkcija
Format programa simulira izvještavanje uživo o razvijajućim događajima. Prve dvije trećine suvremeno su pripovijedanje događaja romana predstavljeno kao vijesti koje prekidaju programi plesne glazbe. Welles je želio postići da kriza izgleda kao da se zaista događa, a ne kao obična radiodrama.
Welles je raspravljao o svojoj ideji lažnih vijesti s producentima Johnom Housemanom i Paulom Stewartom, zajedno su odlučili adaptirati djelo znanstvene fantastike. Prije nego što su kupili radio prava za The War of the Worlds, razmatrali su romane The Purple Cloud M. P. Shiella i The Lost World Arthura Conana Doylea. Houseman je kasnije sumnjao da Welles nikada nije ni pročitao knjigu.
Houseman, Stewart i Koch zajedno su doradili scenarij: povećali su broj vijesti i uporabili imena stvarnih mjesta i ljudi. Izvršni producent CBS-a, Davidson Taylor, pošto je primio scenarij 28. listopada, smatrao je da ga treba prepraviti jer je bio preuvjerljiv. Osim toga, kako upotreba imena stvarnih institucija može biti materijal za tužbu, CBS je inzistirao na promjeni otprilike 28 fraza.
Houseman tako piše: Protestirajući i s dubokim osjećajem nepravde, promijenili smo Hotel Biltmore u nepostojeći Park Plaza, Transamerica Radio News u Inter-Continental Radio News, Columbia Broadcasting Building u Broadcasting Building.
Dana 1 listopada Stewart je vježbao emisiju sa zvučnim efektima i posvetio posebnu pažnju masovnim scenama, odjeku topovske vatre i zvuku brodskih rogova u Luci New Yorka. 
Rano poslijepodne 30. listopada Bernard Herrmann i njegov orkestar stigli su u studio gdje je Welles preuzeo produkciju večernjega programa.
Kako bi stvorio lik novinara Carla Phillipsa, Frank Readick otišao je u fonoteku i ponovno puštao snimku dramatičnoga radijskog izvještaja o nesreći Hindenburga.  Stewart je surađivao s Herrmannom i orkestrom kako bi zvučali poput plesnog benda. Zbog toga ga je Welles kasnije pohvalio kao osobu koja je uglavnom odgovorna za kvalitetu radio drame.
Welles je želio da glazba svira jako dugo. Soloklavir koji svira Debussyja i Chopina čuo se nekoliko puta. Houseman je napisao: Dok je svirao sve više i više, njegov učinak postajao je sve više zlokoban - tanka traka napetosti protezala se gotovo do krajnjih granica izdržljivosti. Taj klavir bio je najfiniji trik u emisiji.[nedostaje izvor]
Houseman primjećuje: Naše stvarno vrijeme emitiranja, od prvog spomena meteorita do pada New Yorka, bilo je manje od četrdeset minuta. Tijekom tog vremena, ljudi su putovali dugim udaljenostima, veliki odredi trupa bili su mobilizirani, održane su sjednice kabineta, divlje bitke vođene su na kopnu i u zraku. I milijuni ljudi to su prihvatili - emocionalno ako ne i logično.

## Panika
Wellesov prijenos postao je poznat po tome što je neke od svojih slušatelja uspio uvjeriti da se zaista odvija invazija Marsovaca zbog pripovijedanja u obliku vijesti koje se rabi u prvome dijelu drame.
Iluziju realizma podržavala je činjenica da Mercury Theatre on the Air nije imao reklamnih prekida što znači da je prva stanka u drami došla nakon što su se sve uznemirujuće vijesti već dogodile. Po legendi je dio radijske publike možda slušao The Chase and Sanborn Hour s Edgarom Bergenom i uključio se u Rat svjetova tijekom glazbene pauze propuštajući jasnu najavu da je emisija djelo znanstvene fantastike. Moderna istraživanja sugeriraju da se to dogodilo samo u rijetkim slučajevima.
U danima nakon emitiranja u medijima se bjesnjelo. Format vijesti neki novinari i javne ličnosti opisale su obmanjujućim što je dovelo do prosvjeda protiv emitiranja i poziva za regulaciju. Welles se ispričao na hitnoj novinskoj konferenciji sljedećeg jutra; nisu poduzete nikakve kaznene mjere. Emitiranje i naknadna publiciteta doveli su Wellesa u fokus javnosti i dali mu reputaciju inovativnog pripovjedača i trikstera.